# Juliet Uera
Juliet Uera – nauruańska lekkoatletka, sprinterka.
W 1969 roku ustanowiła rekord Nauru w biegu na 200 metrów. Wynik ten był najlepszym na Nauru przez prawie 40 lat. Jej rekord poprawiła dopiero w 2007 roku Rosa-Mystique Jones (osiągając czas 26,4).

## Rekordy życiowe
- Bieg na 200 metrów – 26,9 (1969), były rekord Nauru[1]